# Wiersdorf (Eifel)
Wiersdorf település Németországban, Rajna-vidék-Pfalz tartományban. Lakosainak száma 265 fő (2023. december 31.).

## Népesség
A település népességének változása:
| Lakosok száma | 178  | 279  | 278  | 267  | 270  | 265  |
|               | 1975 | 2017 | 2019 | 2021 | 2022 | 2023 |